# Skrzyżowanie z wyniesioną powierzchnią

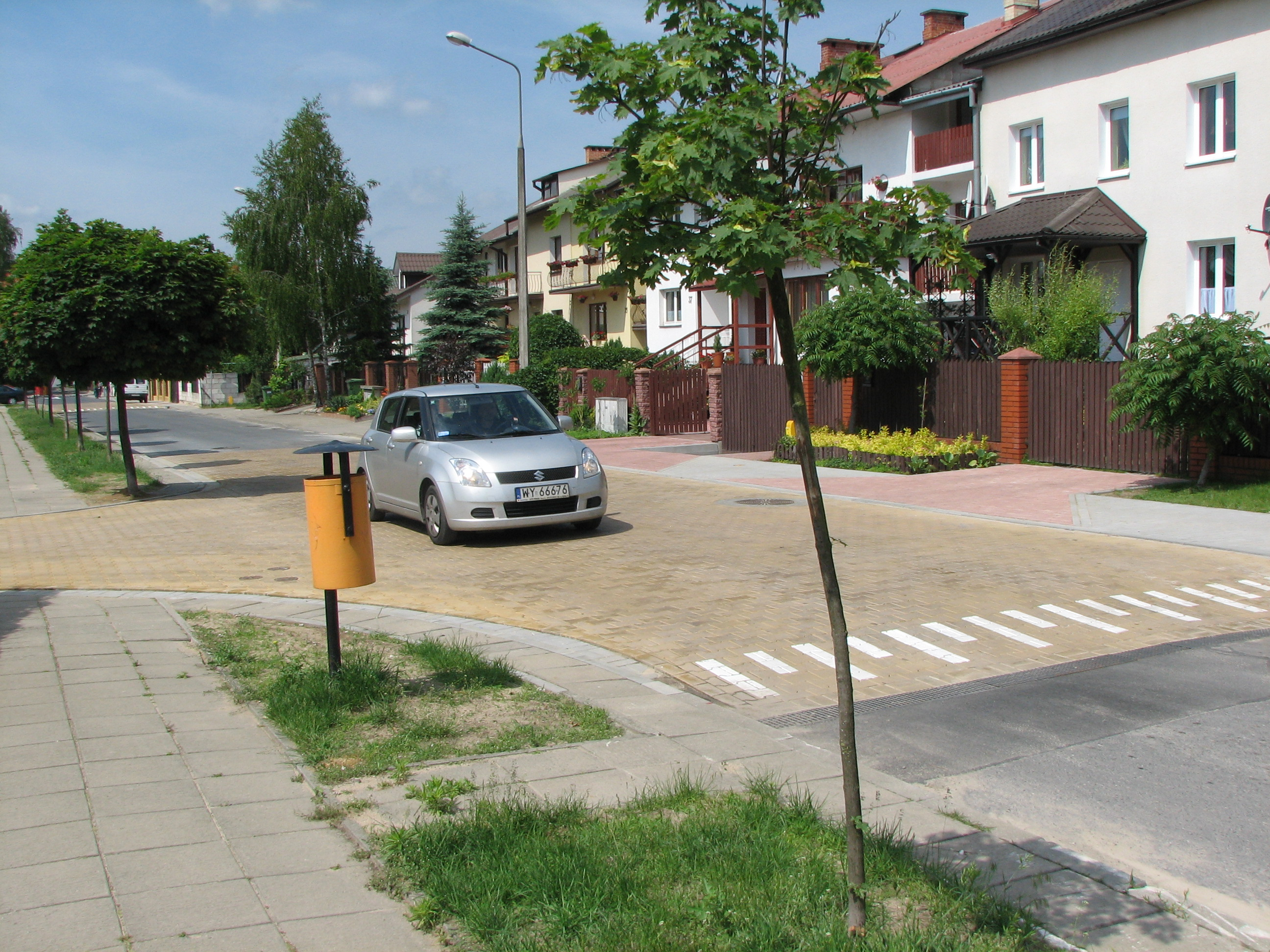
Skrzyżowanie z wyniesioną powierzchnią w Puławach

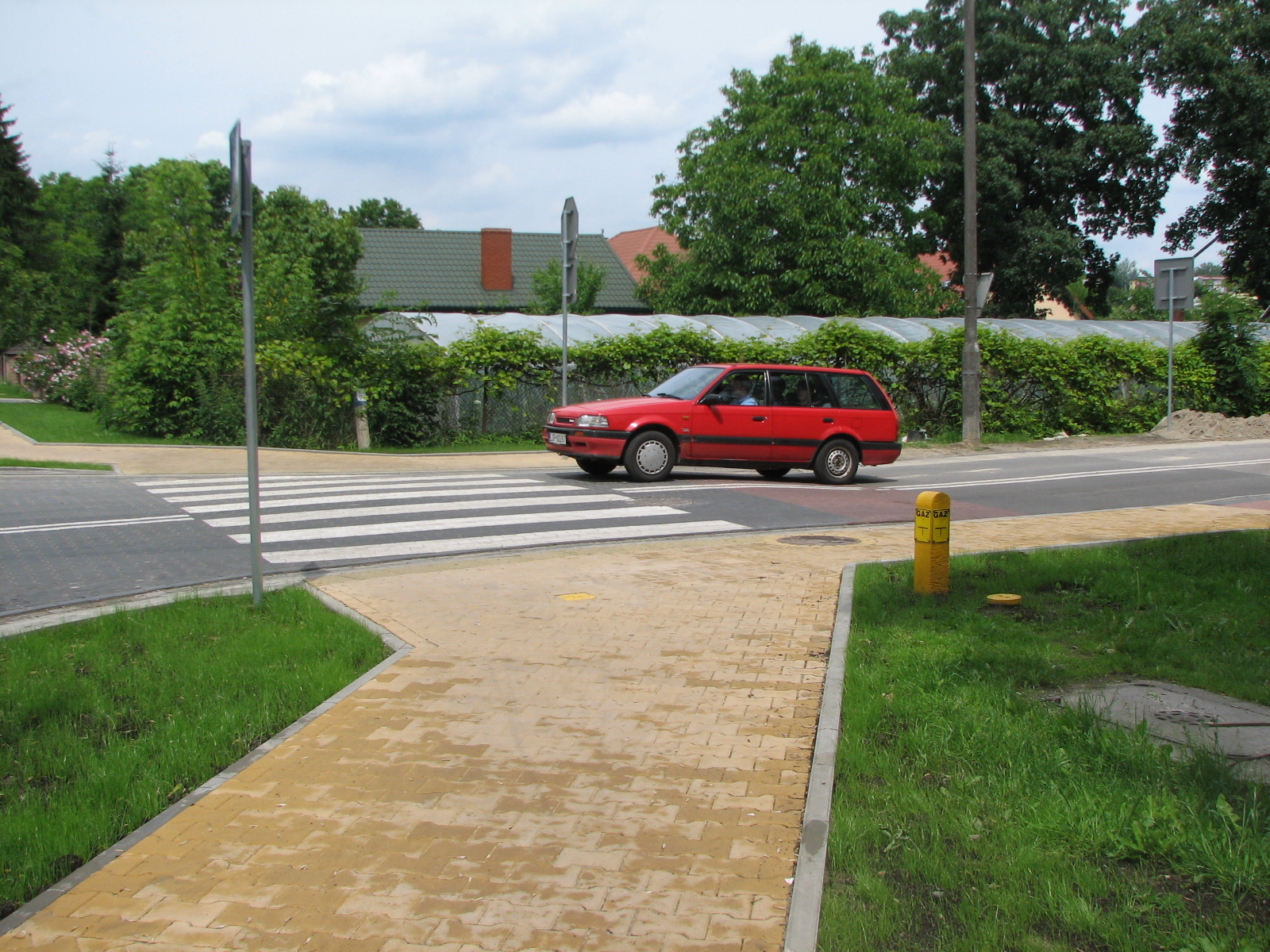
Pojazd wjeżdżający na skrzyżowanie z wyniesioną powierzchnią

Skrzyżowanie z wyniesioną powierzchnią – rodzaj skrzyżowania stosowany w strefach uspokojenia ruchu. Charakteryzuje się podniesieniem tarczy skrzyżowania do poziomu chodników przy jezdni. Celem takiego ukształtowania jest podkreślenie charakteru strefy uspokojonej.
Wjazd na wyniesioną powierzchnię skrzyżowania odbywa się poprzez specjalnie ukształtowane rampy, działające podobnie jak progi zwalniające tzn. umożliwiające komfortowy wjazd na skrzyżowanie jedynie z ograniczoną prędkością (od 30 do 50 km/h).
Skrzyżowania z wyniesioną powierzchnią są często skrzyżowaniami równorzędnymi, co także jest sposobem uspokojenia ruchu, ponieważ kierowcy przed wjechaniem na skrzyżowanie muszą upewnić się, czy nie mają obowiązku ustąpić pierwszeństwa innym pojazdom.
Nawierzchnię skrzyżowania z wyniesioną powierzchnią najczęściej wykonuje się w kolorze odmiennym od poprzedzającego go odcinka ulicy, by było ono łatwiej dostrzegalne. Nawierzchnia najczęściej jest wykonana z kostki betonowej.